# Никопољ Јерменски
Никопољ (Никополис, стгрч. Νικόπολις, лат. Nicopolis - „Град побједе“) је древни римски град у Малој Јерменији на граници Понта, на обали ријеке Лик, притоке Ириса.
Основао га је 63. године прије нове ере командант римских трупа у Азији, Помпеј. Учинио је то у знак сјећања на своју прву побједу над Митридатом VI, 66. године п. н. е, током Трећег Митридатовог рата.
Рушевине Никопоља налазе се у близини турског града Сушехри у вилајету Сивас. Припадао је римској провинцији Јерменији, а затим Првој Јерменији.
На овом мјесту данас се налази мало мјесто Којулхисар, 27 километара југозападно од Сушехрија.

## Историја
Године 66. п. н. е. Помпеј се налазио у Киликији када је из Рима добио поруку да му је повјерена команда римским јединицама у Азији, као и ванредна овлашћења. Он је са својом војском прешао преко Тауруса, а затим ју је ојачао трупама Глабриона и Лукула. Послије Помпејевог напада, Митридат се повлачи у крај Понтског краљевства, у Малу Јерменију. Према Страбону, близу града Дастире у Акилисени (јерм. Аштјанк), заузео је планину богату водом и ту је остао све док, због опсаде, није био присиљен да побјегне са малим одредом коњаника и женом Хипсикратијом. Митридат је на лицу мјеста изгубио 10 000 људи, а још више потпуним распадом војске. Потом је побјегао у Колхиду, а одатле, послије побједе Помпеја над Тиграном II у Босфорско краљевство, на полуострво Таурида (Крим). Близу мјеста побједе над Митридатом, Помпеј је 63. године п. н. е основао град Никопољ.
У Никопољу су живјели ветерани Помпејеве армије и локални сељаци. Град је био смјештен у прелијепој равници, богатој водом, у подножју планине прекривене густом шумом. Из града су водили римски путеви у Коману, Полемонион, Неокаесарију, Севастију и друге градове. Страбон спомиње Никопољ као добро насељен град.
Током прве године Понтског рата (48-47. п. н. е), између римске војске Гнеја Домиција Калвина и војске цара Фарнака II, одиграла се битка код Никопоља.
Године 47. п. н. е. цар Фарнак II побједио је војску цара Галатије, Дејотара, код Никопоља.
Марко Антоније, владар Римске републике, предао је град цару Понта, Полемону I, 36. године прије нове ере.
Од 54. године нове ере градом је владао Аристобул Халкидски, муж Саломије. Никопољ је 64. године, у вријеме владавине цара Нерона (54-68), коначно припојен Римском царству. Затим је постао главни град Мале Јерменије. У Никопољу је засједала провинцијска скупштина (савјетодавни сабор), на којој су бирали арменијарха (ἀρμενιάρχης). У граду су се налазили олтар Августа, храмови Зевса Никифора и Викторије.
Према мишљењу историчара Мишела ван Есбрука, под Албанопољем, мјестом кончине и погребења апостола Вартоломеја треба сматрати Никопољ. Епископ Тигрански Марут пренио је око 410. године мошти апостола Вартоломеја у Мартиропољ.
За вријеме владавине цара Диоклецијана (284-305) у Никопољу се одвијало суђење Лисија над светим мученицима Авксентијем, Евгенијем и Мардаријем. У овом граду су и погубљени. Орест и Евстратије изведени су пред суд и погубљени у Севастији.
Света 45 мученика пострадали су око 319. године у Никопољу у вријеме царствовања императора Лицинија (307—324). Њихов спомен црква празнује 23. јула (по јулијанском календару).
Током путовања у Малу Јерменију у љето 373. године, по налогу цара Валента II (364-378), Василијe Велики одржао је дводневне разговоре у Никопољу са Евстатијем Севастијским, чија је сврха била да разјаснe богословске погледе. У књизи „Правила православне цркве с тумачењима Никодима, епископа далматинско-истарског“ под насловом „Разни канонски прописи“ укључен је 1. канон, који је дио писма Василија Великог презвитерима Никопоља о постојаности у добру. Василије Велики пише у писму никопољским старјешинама: „Ви сте дјеца исповједника, ви сте дјеца мученика који су се до крви одупирали гријеху.“ . На жалбу градоначелника Колоније (Κολώνεια), (данас Шебинкарахисар), због преношења епископске катедре из овога града у Никопољ, Василије Велики одговара да је никопољска црква, као њихова мајка, имала право да узме себи њиховог епископа као своју сопственост.
Око 472. године Јован Ћутљиви продао је насљеђе својих родитеља и саградио у Никопољу цркву у име Пресвете Богородице.
Године 499. Никопољ је био разрушен земљотресом. Преживјели су само епископ и двојица његових помоћника. Град се није опоравио од ове катастрофе, иако је Јустинијан I (527-565) обновио градске зидине и изградио манастир у знак сјећања на 45 мученика, пострадалих у Никопољу Јерменском. У вријеме владавине Ираклија I (610-641) Никопољ је заузео персијски владар Хозроје II. Од тог времена град добија другостепени значај, постаје обична епархија, која је, сагласно писаним изворима, бар до 11. вијека у црквеним односима била подчињена Севастији, главном граду Прве Јерменије. Од 9. до 11. вијека Никопољ је припадао теми Колонија (Κολώνεια).
Никопољски епископ био је Свети Григорије Макар (упокојио се 999. године). Он је тајно напустио своју катедру и удаљио се најприје у Италију, а потом у Француску, у Орлеанску епархију. Тамо је, у граду Питивје, живио као отшелник (пустињак). Овога светитеља црква празнује 29. марта (по јулијанском календару).
Све до пада под Селџуке, 1071. године, Никопољ је потпао под византијску тему Колонија. Током османске владавине на мјесту Никопоља настало је јерменско насеље Пурх са око 200 кућа. Село је припадало санџаку Карахисари-Шарки у вилајету Сивас.

## Галерија
- Мученици Севастијски
- Мученици Севастијски. Икона. Прелаз 14. и 15. вијека. (Манастир Хиландар, Атос.)
- Погубљење севастијских мученика. Минијатура из минологије Василија II. 976-1025. година.
- Севастијски мученици: Евгеније, Евстратије, Аксентије. Фреска у католикону манастира Осиос Лукас. Трећа декада 11. вијека.